# FreeMind
FreeMind est un logiciel libre qui permet de créer des cartes heuristiques (ou Mind Map), diagrammes représentant les connexions sémantiques entre différentes idées. Il est écrit en langage Java et est disponible sous licence GNU GPL. FreeMind peut notamment aider à l'organisation d'idées ou à la gestion de projets.
En juillet 2009, un fork de Freemind, Freeplane, a été lancé. Depuis, Freeplane améliore sensiblement le projet Freemind et connait un développement rapide[réf. nécessaire].
La dernière version du master ayant généré la version 1.0.1 date de 2014. 
La branche de développement de la version 1.1.0 n'est plus active sur SourceForge.net depuis 2017 (à part une version de localisation russe en 2019).

## Fonctionnalités
Voici les fonctions les plus notables de FreeMind :
- export aux formats HTML, XHTML, PNG, JPEG, SVG, PDF ;
- import d'une arborescence de répertoire ;
- icones dans les cellules ;
- nuages autour des branches ;
- connexions graphiques des cellules ;
- recherche dans les branches ;
- hyperliens vers le web ou des fichiers.